# Perilitus gastrophysae
Perilitus gastrophysae är en stekelart som beskrevs av William Harris Ashmead 1889. Perilitus gastrophysae ingår i släktet Perilitus och familjen bracksteklar. Inga underarter finns listade i Catalogue of Life.